# Valerietta
Valerietta is een geslacht van vlinders van de familie uilen (Noctuidae), uit de onderfamilie Cuculliinae.

## Soorten
- V. boursini de Freina & Hacker, 1985
- V. hreblayi Beshkov, 2006
- V. niphopasta (Hampson, 1906)